# Jim Leighton
James "Jim" Leighton MBE (Johnstone, 24 juli 1958) is een Schots voormalig doelman in het betaald voetbal. Hij speelde voor het Schotse Aberdeen en het Engelse Manchester United. Hij speelde 91 interlands in het Schots voetbalelftal van 1982 tot 1998. Hij nam deel aan het WK 1986, het WK 1990 en het WK 1998. Voorts was hij de eerste doelman van de Schotten op het EK 1996 in Engeland.
Met zijn tijdgenoot Andy Goram, een voormalig doelman van Rangers, wordt Leighton tot de beste Schotse doelmannen gerekend. Op 14 september 2020 maakte Leighton bekend dat bij hem prostaatkanker werd vastgesteld.

## Clubcarrière

### Aberdeen
Leighton speelde 300 competitiewedstrijden voor Aberdeen tussen 1977 en 1988. In die periode werd de uit Johnstone afkomstige doelman twee keer Schots landskampioen met de toenmalige topclub Aberdeen, in 1984 en 1985 onder leiding van de legendarische Schotse trainer Sir Alex Ferguson. Het allergrootste succes uit de clubgeschiedenis én de loopbaan van Leighton was evenwel de winst van de voormalige Europacup II of UEFA Beker voor Bekerwinnaars in 1983 onder Ferguson. In de finale werd het roemrijke Real Madrid CF van trainer en Real-icoon Alfredo Di Stéfano verbazend genoeg door Aberdeen verslagen met 2–1.

### Manchester United
In 1988 tekende Leighton een contract bij Manchester United, waar hij werd herenigd met Sir Alex Ferguson. Ferguson was destijds pas twee seizoenen de trainer van Manchester United. Leighton werd eerste doelman van The Red Devils en maakte de binnen- en buitenlandse wederopstanding van de club onder Ferguson vanop de eerste rij mee. Leighton was een van de voorgangers van de Deense legende Peter Schmeichel onder de lat van Old Trafford. Leighton en Ferguson kregen echter ruzie. De ruzie tussen beide kwam tot stand in het voorjaar van 1990. Het is tot dusver, anno 2021, nooit meer goed gekomen tussen Leighton en Ferguson (zie onder).
In 1990 zou Manchester United de FA Cup winnen over twee wedstrijden (na het spelen van een replay) tegen Crystal Palace. Leighton speelde de eerste wedstrijd, maar moest zich drie maal omdraaien – waarvan twee keer voor Ian Wright resulterend in een 3–2 achterstand. De Welshman Mark Hughes verhinderde dat Palace de beker won door de 3–3 te scoren in de 113e minuut. Les Sealey begon aan de replay, wat bij toenmalig eerste doelman Leighton in het verkeerde keelgat was geschoten. Daarbovenop zat hij niet op de bank voor de replay. Leighton was woedend. Manchester United won met 0–1 na een doelpunt van verdediger Lee Martin in de 59ste minuut. Aangezien hij in de eerste wedstrijd meespeelde had Leighton recht op een medaille, maar hij weigerde deze ostentatief en zou de medaille kurkdroog in de handen van Les Sealey hebben gestopt.
Leighton kon daarna nog door één deur met Sealey, maar zijn fantastische relatie met Ferguson was voorgoed naar de filistijnen. Leighton verliet Manchester United nadat de club in 1991 de Europacup II won. In 1991 stond concurrent Sealey wederom tussen de palen in de finale van de Europacup II van 1991 tegen het FC Barcelona van trainer Johan Cruijff. Het 'Dream Team' van Cruijff, met Ronald Koeman tussen de lijnen, werd met 2–1 verslagen. Mark Hughes scoorde twee maal. Leighton speelde niet mee omdat hij door Ferguson werd uitgeleend aan Arsenal (en daarna aan Reading).

### Terugkeer naar Schotland
De gedesillusioneerde Leighton keerde terug naar Schotland en verdedigde tussen 1992 tot 1997 het doel van Dundee en Hibernian. In 1997 besloot Leighton om terug te keren naar Aberdeen. Hij speelde 82 competitiewedstrijden in zijn tweede periode bij de club. De Schotse nationale doelman nam afscheid als profvoetballer in 2000.

## Erelijst
Aberdeen FC
- Scottish Premier League (2)

1984, 1985
- Scottish Cup (4)

1982, 1983, 1984, 1985
- Scottish League Cup

1986
- UEFA Beker voor Bekerwinnaars

1983
- UEFA Super Cup

1983
 Manchester United FC
- FA Cup

1990
- FA Charity Shield

1990